# Manželé Krafftovi
Manželé Catherine Joséphine, známá jako Katia (* 17. dubna 1942 jako Catherine Conrad) a Maurice Paul (* 25. března 1946) Krafftovi byli francouzští vulkanologové, kteří se proslavili coby průkopníci využívání nahrávací techniky a fotografie při blízkém výzkumu sopečné činnosti. Zahynuli 3. června 1991 společně s dalšími 41 vědci a novináři, když jejich skupinu při pozorování a nahrávání erupce japonské sopky Unzen zaskočil pyroklastický proud. Manželi byli od roku 1970.
Potkali se ve Štrasburku, kde oba studovali. Katia fyziku a chemii. Maurice Krafft se do sopek zamiloval již jako sedmiletý na výletě do Neapole, kde spatřil soptící sopku Stromboli. V roce 1966 se jako neznámí vulkanologové vydali studovat italskou sopku Vulcano. Během své první nízkonákladové expedice chtěli shromáždit vzorky sopečných plynů. Další cestu podnikli na již zmíněnou Stromboli, kde erupce podrobně zaznamenali. Jejich materiály získaly obrovský ohlas a oba vulkanologové byli mediálně známí. Postupně začali také psát knihy a to vše je začalo živit. Maurice Krafft natáčel a Katia Krafft byla fotografkou. Za svého života navštívili přibližně 300 aktivních sopek (z celkových 500).
Byli jedni z prvních, kteří začali sopečné erupce dokumentovat velmi zblízka.
"Na památku Krafftových byl později pojmenován kráter na francouzském ostrově Réunion v Indickém oceánu a jejich jménem také mezinárodní organizace vulkanologů uděluje jednou za čtyři roky ocenění za zásadní vědecké posuny v oboru. Především však jejich práce měla velmi hmatatelné výsledky – například před masivní erupcí filipínské sopky Pinatubo se podařilo evakuovat 85 000 lidí hlavně díky tomu, že starší záběry sopečné apokalypsy pomohly přesvědčit i filipínskou prezidentku Corazon Aquina".
V roce 2022 byl natočen dokument Erupce lásky, který popisuje nejen vztah obou vědců, ale také zkoumání sopečné činnosti.